# Kring detta bord
Kring detta bord är en psalm med text skriven av Jonas Jonson från 1985 och redigerad 1993. Musik komponerad 1985 av Sven-Erik Bäck och redigerad 1993. 
Text och melodi är upphovsrättsligt skyddade.

## Publicerad i
- Psalmer i 90-talet som nr 831 under rubriken "Nattvard"